# Font de la Fainera
La font de la Fainera és una font de l'antic terme d'Isona, actualment pertanyent al municipi d'Isona i Conca Dellà. És en terres del poble de Biscarri.
Està situada a 1.151 m d'altitud, a la capçalera del barranc de la Fainera, a ponent del Roc de Claret, a la Serra de la Conca, entre dos contraforts de ponent d'aquesta serra: el Serrat de Claret, al nord, i el Serrat de la Borda, al sud. És al nord-nord-oest del Cogulló de Sant Quiri i al nord-est del poble de Biscarri.